# Corscia
 Corscia  là một xã ở tỉnh Haute-Corse trên đảo Corse, Pháp. Xã này có diện tích 58,99 km², dân số năm 1999 là 155 người. Khu vực này có độ cao trung bình 837 mét trên mực nước biển.